# Peter Frenkel
Peter Frenkel (Eckartsberga, 13 mei 1939) is een voormalige Duitse snelwandelaar. In de jaren zestig en zeventig kwam hij op internationale wedstrijden uit voor de DDR en behoorde hij tot de wereldtop van het 20 km snelwandelen.

## Loopbaan
Zijn grootste succes boekte Frenkel op de Olympische Spelen van 1972 in München door olympisch kampioen te worden in 1:26.43. Vier jaar later moest hij op de Olympische Spelen van 1976 in Montreal genoegen nemen met een bronzen plak. Hij eindigde toentertijd met 1:25.29,4 achter de Mexicaan Daniel Bautista (goud; 1:24.40,6) en zijn landgenoot Hans Reimann.
Tijdens zijn sportcarrière verbeterde hij tweemaal het wereldrecord op de 20.000 m snelwandelen. De eerste maal in 1970 (1:25.50), de tweede maal in 1972 (1:25.19,4; zelfde tijd als Hans Reimann).
In zijn actieve tijd was Peter Frenkel aangesloten bij ASK Vorwärts Potsdam, een sportclub van het leger van de DDR, de Nationale Volksarmee (NVA). Binnen de NVA bracht Frenkel het tot majoor. Hij trainde tot 1968 onder leiding van Wilhelm Kustak, daarna bij Hans-Joachim Pathus (in 2004 bondstrainer bij het snelwandelen). Later studeerde hij fotografie en werd hij een bekende sportfotograaf in de DDR.

## Titels
- Olympisch kampioen 20 km snelwandelen - 1972
- Oost-Duits kampioen 20 km snelwandelen - 1970, 1972
- Oost-Duits kampioen 10.000 m snelwandelen (indoor) - 1970, 1972,

## Palmares

### 20 km snelwandelen
- 1968: 10e OS - 1:37.21
- 1970:  Wereldbeker - 1:27.33
- 1971: 4e EK - 1:27.52,8
- 1972:  OS - 1:26.43
- 1974: DNF EK
- 1975:  Wereldbeker - 1:27.54
- 1976:  OS - 1:25.30

1956: Leonid Spirin ·
1960: Volodymyr Holoebnytsjy ·
1964: Ken Matthews ·
1968: Volodymyr Holoebnytsjy ·
1972: Peter Frenkel ·
1976: Daniel Bautista ·
1980: Maurizio Damilano ·
1984: Ernesto Canto ·
1988: Jozef Pribilinec ·
1992: Daniel Plaza ·
1996: Jefferson Pérez ·
2000: Robert Korzeniowski ·
2004: Ivano Brugnetti ·
2008: Valeri Bortsjin ·
2012: Chen Ding ·
2016: Wang Zhen ·
2020: Massimo Stano ·
2024: Brian Pintado